# Dick Wijte

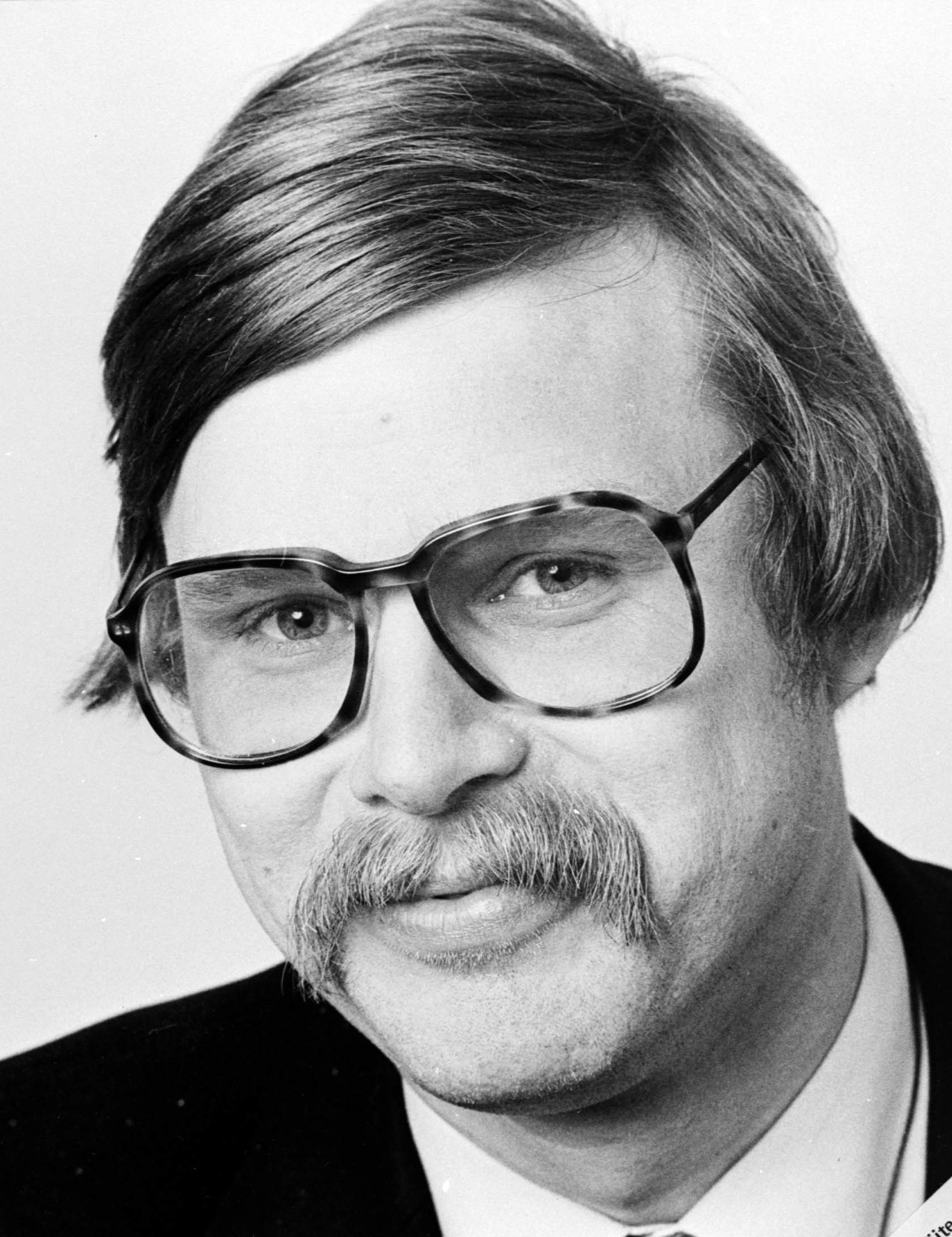
Th.E.M. Wijte (1982)

Theodorus Edmond Maria (Dick) Wijte (Nijmegen, 14 november 1947 – Bilthoven, 22 februari 2025) was een Nederlands politicus van het CDA.
Na de hbs behaalde hij in 1969 de hoofdakte aan de Pedagogische Academie in Eindhoven. Van 1969 tot 1977 werkte hij in het middelbaar onderwijs als docent/decaan. In 1974 studeerde hij af in het strafrecht/criminologie aan de Katholieke Universiteit Nijmegen. In 1977 werd hij directeur van een middelbare school in Nijmegen en enkele jaren later werd hij in die gemeente wethouder. In 1987 werd Wijte benoemd tot burgemeester van Budel en in 1991 volgde zijn benoeming tot burgemeester van IJsselstein. In 1997 is Wijte in Nijmegen afgestudeerd in het Nederlands recht.
Nadat in IJsselstein de drie wethouders (Theo Metaal, Bert Kamminga en Ton Kwakkel) waren vervangen, ging hij in juni 2005 als burgemeester van die gemeente vervroegd met pensioen. In die periode werd hij voorzitter van het Nationaal Park Utrechtse Heuvelrug en in Dordrecht rechter-plaatsvervanger.
- International Standard Name Identifier: 0000 0003 9571 9669
- Nederlandse Thesaurus van Auteursnamen: 345892836
- Virtual International Authority File: 290518109
- WorldCat: E39PBJy8pmKxXKpjyb4Y8kf8YP